# Гончаров, Валентин Николаевич
Валенти́н Никола́евич Гончаро́в (укр. Валентин Миколайович Гончаров; 4 августа 1937, Луганск, УССР, СССР — 5 июня 2024, Луганск) — советский и украинский учёный, доктор экономических наук, профессор.
Был начальником департамента международных связей Восточноукраинского университета им. В. Даля, заведовал кафедрой экономики предприятия и управления трудовыми ресурсами Луганского национального аграрного университета.
Академик Экономической академии Украины и Академии предпринимательства и менеджмента Украины, член-корреспондент Инженерной академии Украины и Европейской академии наук, искусств и гуманитарных наук при ЮНЕСКО. Заслуженный деятель науки и техники Украины. Почётный гражданин Луганска (1998).

## Биография
Валентин Гончаров родился 4 августа 1937 года в Луганске в рабочей семье. Мама была домохозяйкой, а отец работал механиком швейных машин. У матери и отца было по четыре класса образования.
Учился в средней школе № 20 Луганска в одном классе с Эдуардом Алексеевичем Дидоренко.
С 1956 по 1961 годы обучался в Новочеркасском политехническом институте по специальности «Эксплуатация и ремонт автомобильного транспорта».
C 1961 по 1968 год работал главным инженером Луганского автобусного парка: с 1962 по 1966 годы — главным инженером на автотранспортном предприятии Рубежного, а с 1966 по 1968 годы — директором этого предприятия.
Летом 1968 года, после случившихся в Луганской области ряде аварий на транспорте, Гончарова, в числе четырёх директоров автопредприятий сняли с должности без права трудоустройства в области. После этого В. Н. Гончаров принимает решение посвятить себя преподаванию и организации науки.
В 1969 году поступает в аспирантуру Московского института управления им. С. Ордженикидзе по специальности «Экономика и управление автомобильного транспорта», и в марте 1973 года защищает диссертацию.
С апреля 1973 года Гончаров работает старшим преподавателем кафедры организации и планирования производства Луганского машиностроительного института, а с 1974 года — заведующим кафедрой, которой руководил по 1999 год. В 1973 году Валентину Николаевичу было присвоено звание доцента, а в 1991 году — профессора.
В 1990 году защищает диссертацию доктора наук.
В 1999 году Валентин Гончаров становится начальником департамента международных связей Восточноукраинского университета имени Владимира Даля.
В 2007 году переходит на работу в Луганский национальный аграрный университет на должность заведующего кафедрой экономики предприятия и управления трудовыми ресурсами.
Умер 5 июня 2024 года в возрасте 86 лет.

## Личная жизнь
Жена — Галина Гавриловна, по профессии химик, работала в научно-исследовательском институте, участник коллектива, разработавшего краситель для обложек паспортов СССР.

## Награды и премии
- 1987 год — медаль «Ветеран труда».
- 1995 год — звание «Почётный профессор».
- 1998 год — звание «Почётный гражданин г. Луганска».
- 1998 год — звание «Почётный гражданин г. Калгори, г. Хэндерсена и штата Техас (США)».
- 1999 год — платиновая медаль Сабо Бендегуса (Венгрия).
- 1999 год — занесён в словарь «Биографии учёных мира» Международного биографического центра.
- 1999 год — включён в список «2000 выдающихся интеллектуалов XX столетия» Международного биографического центра.
- 2000 год — награждён титулом «Выдающаяся личность XX века» Американского Биографического института.
- 2001 год — награждён юбилейной медалью «10 лет независимости Украины».
- 2002 год — присвоено звание «Почётный даритель» Луганской областной научной библиотеки имени Горького.
- 2003 год — избран членом-корреспондентом Европейской Академии наук, искусств и гуманитарных наук.